# Frederikspolder (Woubrugge)
De Frederikspolder is een polder en een voormalig waterschap in de Nederlandse provincie Zuid-Holland, in de voormalige gemeente Woubrugge. De polder ligt ten oosten van Hoogmade en grenst aan de Kromme Does. Aan de overzijde van de Kromme Does ligt de Vlietpolder. In het noorden grenst de Frederikspolder aan de Blauwe Polder.
In 1628 werden de Frederikspolder en de Cornelis Jacopsz. Polder drooggelegd en in een polderbestuur verenigd.